# Urbain Anseeuw
Pour les articles homonymes, voir Anseeuw.
Urbain Anseeuw, né le 5 janvier 1892 à Wingene et mort le 9 mars 1962 à Aalter, est un coureur cycliste belge. Professionnel de 1919 à 1923, il s'est notamment distingué en prenant la deuxième place du Circuit des Champs de Bataille en 1919, derrière son compatriote Charles Deruyter. Il est le beau-frère des coureurs Lucien, Marcel, Jules et Cyriel Buysse. Il a également participé au Tour de France en 1919 et 1920, abandonnant à chaque fois au bout de quelques étapes.

## Palmarès
- 1919
  - 2e du Circuit des Champs de Bataille